# Hoogovenstoernooi 1967
Het Hoogovenstoernooi 1967 was een schaaktoernooi dat plaatsvond in het Nederlandse Beverwijk. Het werd gewonnen door Boris Spasski. Het was de laatste editie van het toernooi die in Beverwijk werd gehouden; in het Kennemer Theater, waar het toernooi al van begin af aan werd gehouden, was niet genoeg ruimte meer om het hele toernooi te huisvesten. 

## Eindstand
| Nr.    | Speler            | Punten |
| ------ | ----------------- | ------ |
| Goud   | Boris Spasski     | 11     |
| Zilver | Anatoli Lutikov   | 10½    |
| Brons  | Dragoljub Čirić   | 9      |
| 4      | Bent Larsen       | 8½     |
| 5      | Klaus Darga       | 8      |
| 6      | László Szabó      | 7½     |
| 6      | Frans Kuijpers    | 7½     |
| 6      | Dick van Geet     | 7½     |
| 6      | Svetozar Gligorić | 7½     |
| 10     | Arturo Pomar      | 7      |
| 10     | Johannes Donner   | 7      |
| 10     | Lubomir Kavalek   | 7      |
| 13     | Theodor Ghițescu  | 6      |
| 13     | Karl Robatsch     | 6      |
| 15     | Kick Langeweg     | 5      |
| 15     | Hans Ree          | 5      |